# Onze-Lieve-Vrouwhospitaal (Oudenaarde)
Het Onze-Lieve-Vrouwhospitaal in de Sint-Walburgastraat in de Belgische stad Oudenaarde is een hospitaal dat in de 13e eeuw werd gesticht als Hospitalis Aldenardensis door priester Arnulfus. In 1382 verhuisde het van een gebouw buiten de stadspoorten naar de huidige locatie. Het complex omvat een poortgebouw (neotraditionele baksteenarchitectuur naar ontwerp van architect A. Vossaert) uit  1893, een kapel uit Doornikse steen (grotendeels vernieuwd door A. Vossaert tussen 1898 en 1901) en verschillende kloostergebouwen rond een onregelmatig 16e-eeuws vierkant pandhof. De verschillende bouwfasen lopen van de 15e tot de 19e eeuw. De classicistische kloostergevel met rococo-ingang werd in 1722  opgericht. In de 18e eeuw werd het interieur aangekleed met een Lodewijk XVI-kamer met Oudenaardse wandtapijten. In 2023 werden de gerestaureerde wandtapijten teruggeplaatst in het gerenoveerde salon.  Het aanpalende Bisschopskwartier was de voormalige ontvangstruimte voor hoge gasten van het hospitaal. In 1945 en 1981 werden de verschillende gebouwen als monument beschermd.

## Afbeeldingen

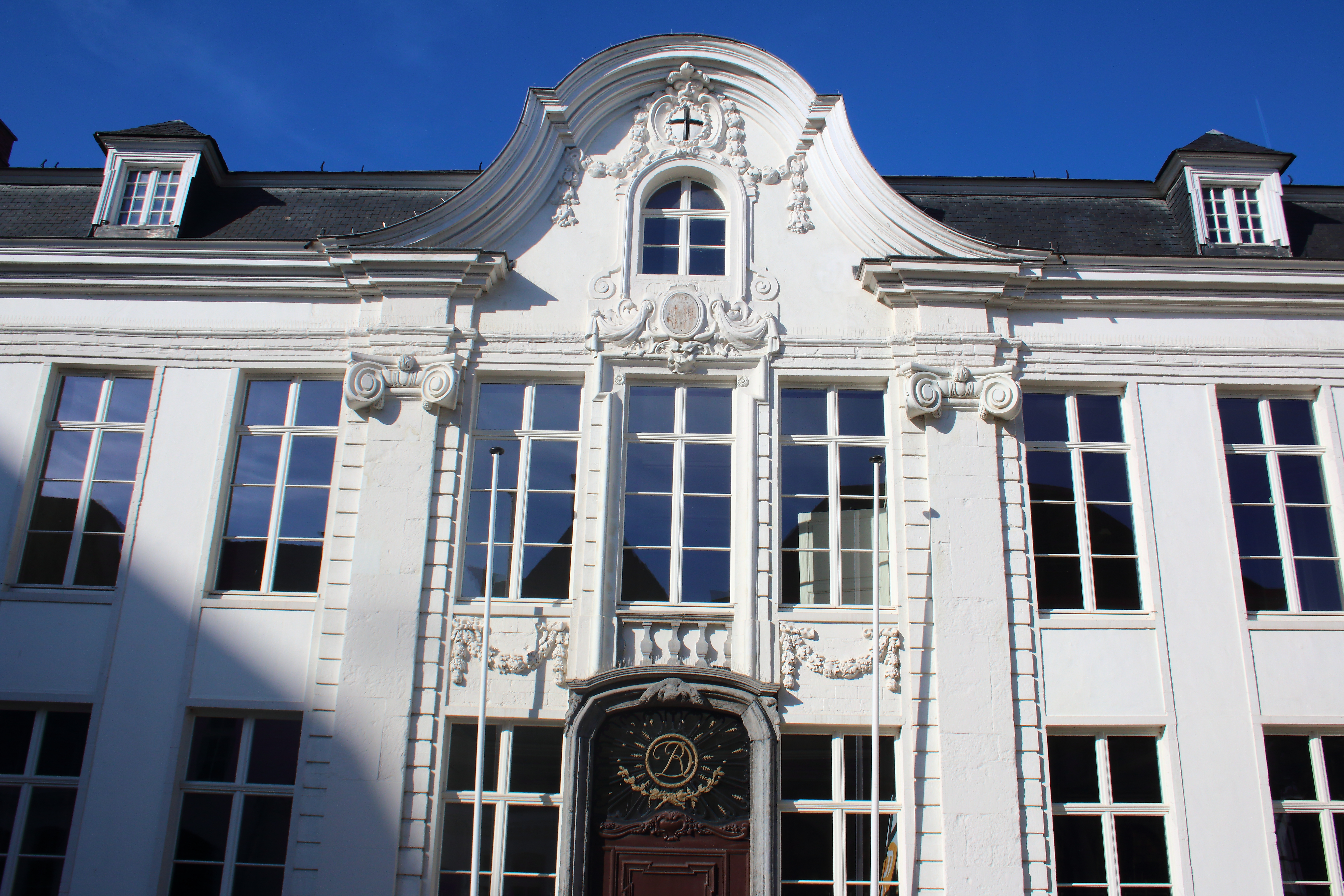
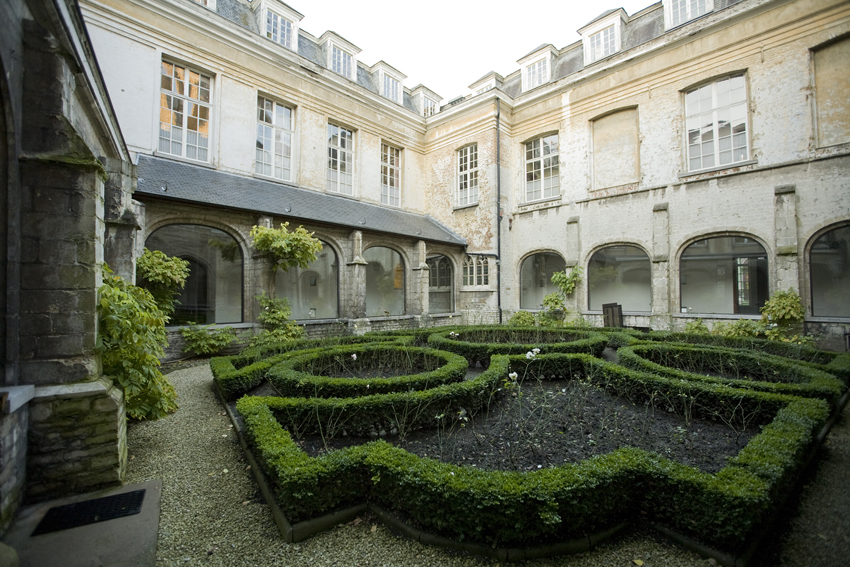
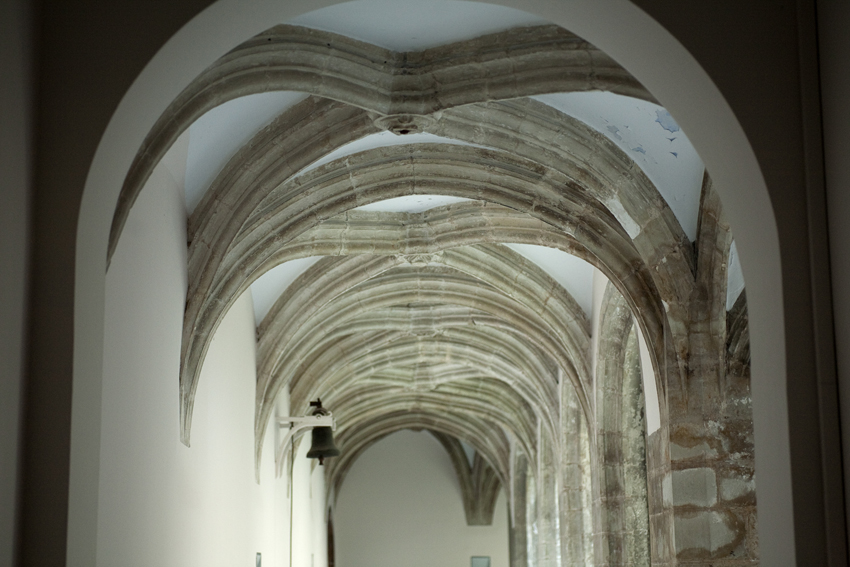
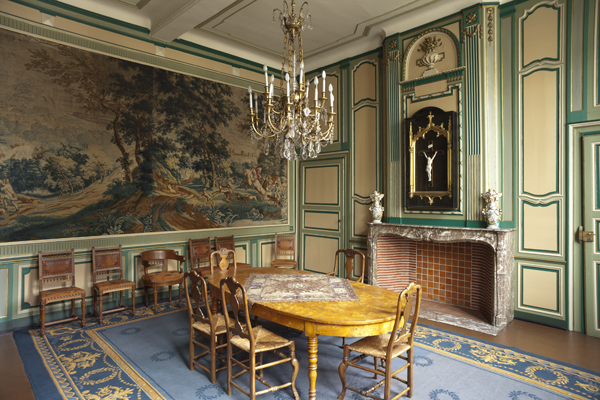
Wandtapijt (jachttafereel)